# 凌尉雲

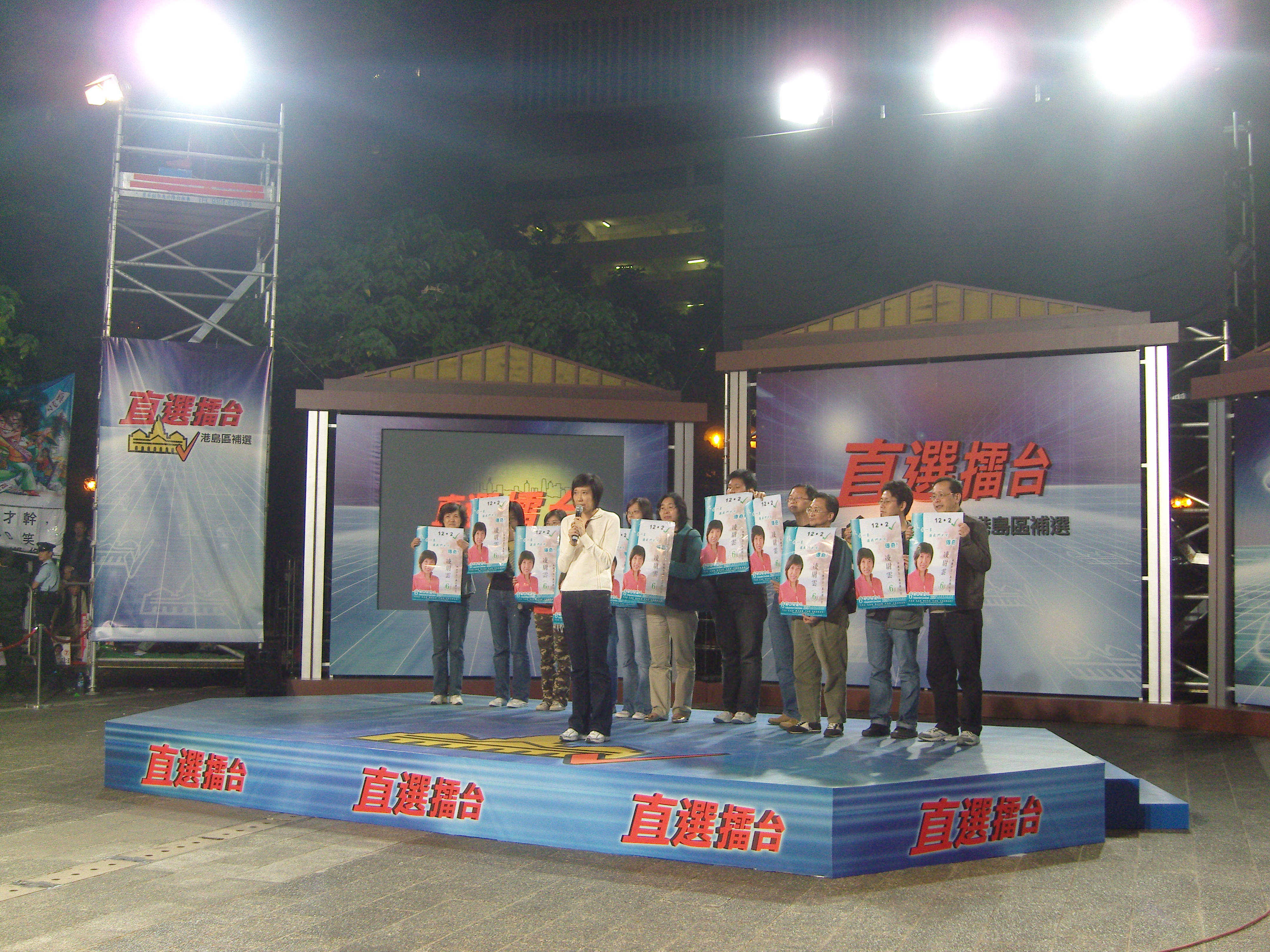
凌尉雲與助選團在2007年立法會補選論壇拉票

凌尉雲（英文名：Cecilia Ling，1971年—)，出生於北京，1988年移居香港，廣東話還算流利，現職為公司董事，曾參選2007年香港立法會港島選區補選，為共八位候選人之一。
凌尉雲自稱代表香港普通市民，作風低調，絕少自我宣傳，所以即使是香港立法會競選候選人，凌尉雲的新聞也不多見報，直到選舉論壇才開始較多人認識。
凌尉雲最後得八百二十四票，在八位候選人中排名第五。她對自己不用排最後感到高興。